# Amor, bodes i altres desastres
Amor, bodes i altres desastres (títol original en anglès, Love, Weddings & Other Disasters) és una pel·lícula de comèdia romàntica del 2020 escrita i dirigida per Dennis Dugan, a partir d'una història del mateix Dugan, Eileen Conn i Larry Miller. És protagonitzada per Diane Keaton, Jeremy Irons, Maggie Grace, Diego Boneta i Andrew Bachelor. S'ha doblat al català oriental central per a TV3, i al valencià per a À Punt.
Es va estrenar el 4 de desembre de 2020 a càrrec de Saban Films.